# アレクサンドル・ザヴェリューハ
アレクサンドル・ハルラムピエヴィチ・ザヴェリューハ（ザベリューハ、ロシア語: Александр Харлампиевич Заверюха, ラテン文字転写: Alexander Harlampievich Zaveryukha, 1940年4月30日 - 2015年3月21日）は、ロシアの政治家。ボリス・エリツィン大統領時代にロシア連邦政府の農相、副首相を務めた。

## 経歴・概要
1940年4月30日、チカロフスク州エレクトロザヴォード国営農場（現在のオレンブルク州ヤースノゴルスキー）に生まれる。1958年トラクターの運転手として働き始める。1959年から1962年までソ連軍勤務。戦車隊長であった。軍務を終えた後、再びソフホーズで働き、1965年農場のチーフエコノミストとなり、同時にオレンブルク州ノヴォセルゲーエスキー地区のコルホーズ「コムソモリスキー」の議長となる。1967年オレンブルク農業大学を卒業する。
1979年オレンブルク市執行委員会農業副部長に任命される。1989年オレンブルク州農工委員会議長に選出される。1990年ロシア共和国人民代議員に当選し、最高会議代議員に選出される。農業問題・食糧委員会や社会開発委員会に所属した。
1991年オレンブルクにある全ロシア食肉畜産科学研究所科学生産合同総支配人。
1993年2月10日から1997年3月17日まで、ロシア連邦政府副首相を務める。1993年2月ロシア連邦政府食糧委員会議長。1993年12月に行われた連邦議会選挙でロシア農業党から下院国家会議代議員に当選する。1996年1月から5月の短期間に農相代行、農相も務めた。1997年3月17日、副首相を解任される。1998年4月ロシア下院補欠選挙でカムチャツカ選挙区から立候補し当選する。当選後は「ロシアの地域」を経て、「我が家ロシア」会派に所属する。また委員会は専門の農業委員会に所属した。2000年の任期満了に伴い政界を引退し、オレンブルクの農場を指導した。
私生活では夫人との間に二女を儲けた。